# Kalmia cuneata
Kalmia cuneata är en ljungväxtart som beskrevs av André Michaux. Kalmia cuneata ingår i släktet kalmior, och familjen ljungväxter. Inga underarter finns listade i Catalogue of Life.